# 光輝戰史
《光輝戰史》是由Atlus於2010年11月3日在任天堂DS平台發售的角色扮演遊戲。
重製版本《光輝戰史 完美年代記》於2017年6月29日在任天堂3DS平台發售。